# 添馬公園

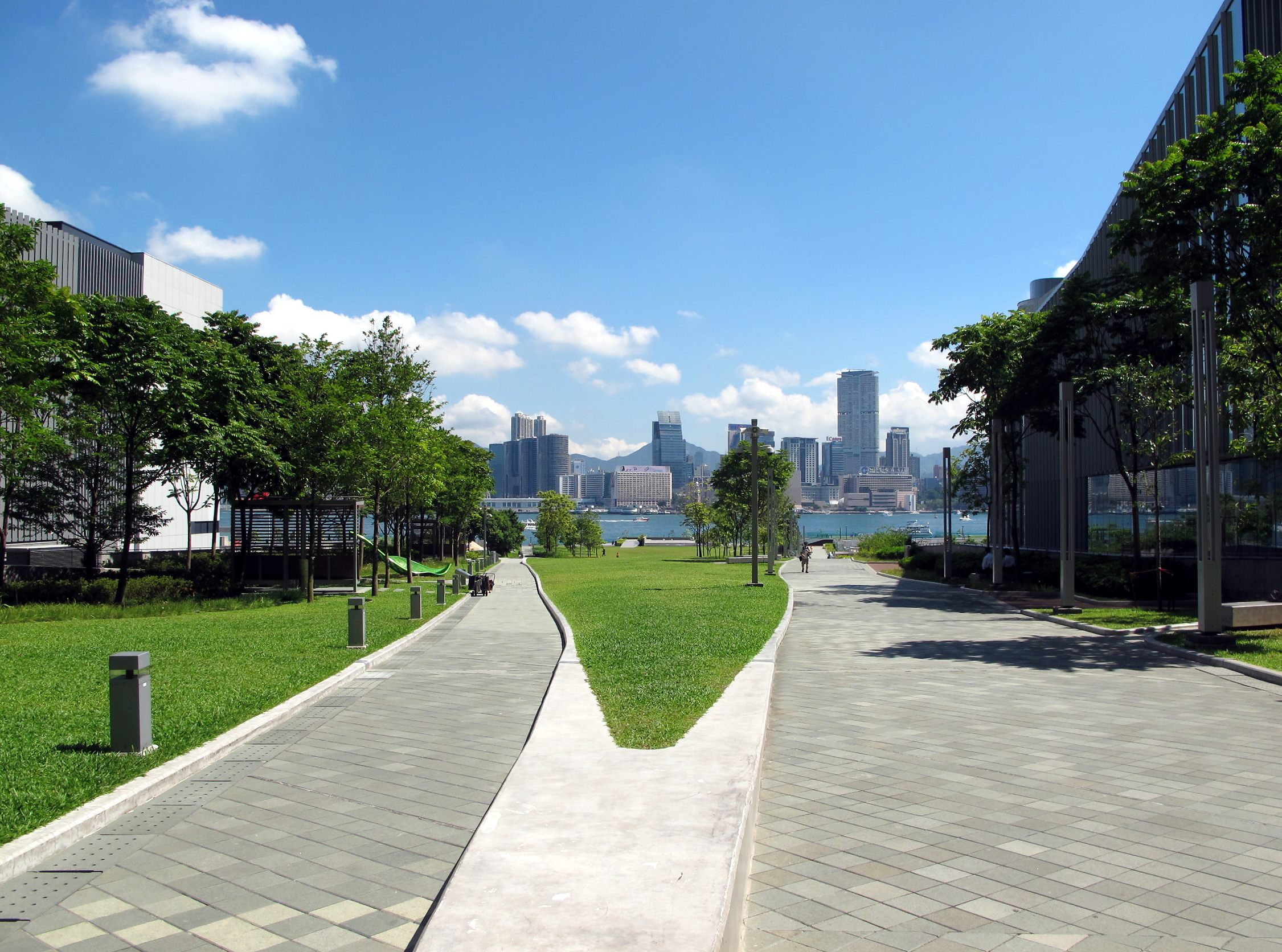
添馬公園の芝生 遠景に見えるのはビクトリア・ハーバーと尖沙咀の街並み

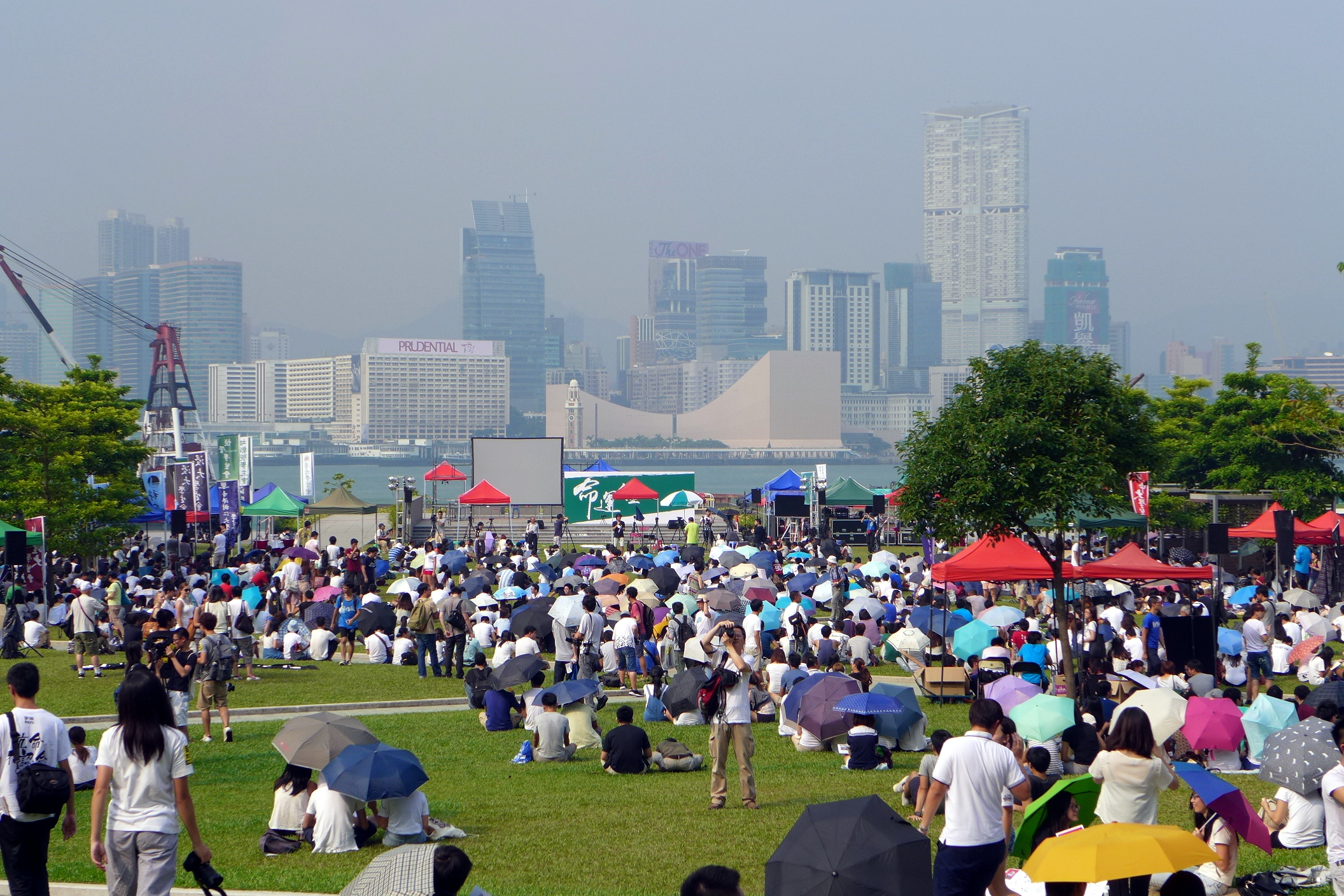
2014年の大学授業ボイコット運動時の添馬公園

添馬公園（テイマーこうえん）は、「地常緑」をデザインコンセプトとする金鐘の都市公園。約17,000平方メートルに及ぶ敷地は添馬のパブリックスペースの80%を占めており、その管理は香港政府の康楽及文化事務署によって行われている。
公園の周囲には夏慤道・立法会道・添美道・添華道・龍和道といった道が敷かれ、香港特別行政区政府総部と立法会総合大楼が添馬公園に面している。

## 歴史
香港行政長官の曽蔭権が2006会計年度の施政方針演説で、香港特別行政区政府総部・終審法院大楼・
行政長官弁公室を添馬の旧海軍本部への移転計画を発表したことにより、添馬開発計画は再始動した。
2007年3月26日、香港政府は新しい政府総部の建設に関して4つのデザイン案を発表した。そのうちの一つ・「大衆のための添馬（公眾的添馬）」と名付けられたものは、「地表は常に緑で（地常緑）」のコンセプトで大衆向けの空間構築を示していて、公共空間が作られると湾仔湾岸遊歩道に繋がることになる。このデザイン案は最終的に政府に受け入れられた。この計画に基づいて2008年2月に建設を開始し、2011年1月25日に完工式が行われた。
政府総部の落成式は、当時の中華人民共和国副首相・李克強の主催により2011年8月18日に開かれ、移転作業が開始された。一方、公園が一般公開されたのは同年10月10日の事であった。

## 施設
園内には水景物や、木製のステージと約240人を収容できる観客席を備えた屋外劇場が設けられており、また東華三院が画廊を兼ねた飲食店「アイベーカリー・ギャラリー・カフェ」を運営している。
園内の芝生はツルメヒシバを使用している。シュリアンバツ・Michelia chapensis・クスノキ・フイリソシンカ・ガジュマル・香港の国花バウヒニアなど400本以上の木々が植栽されている。

## 彫刻作品と施設

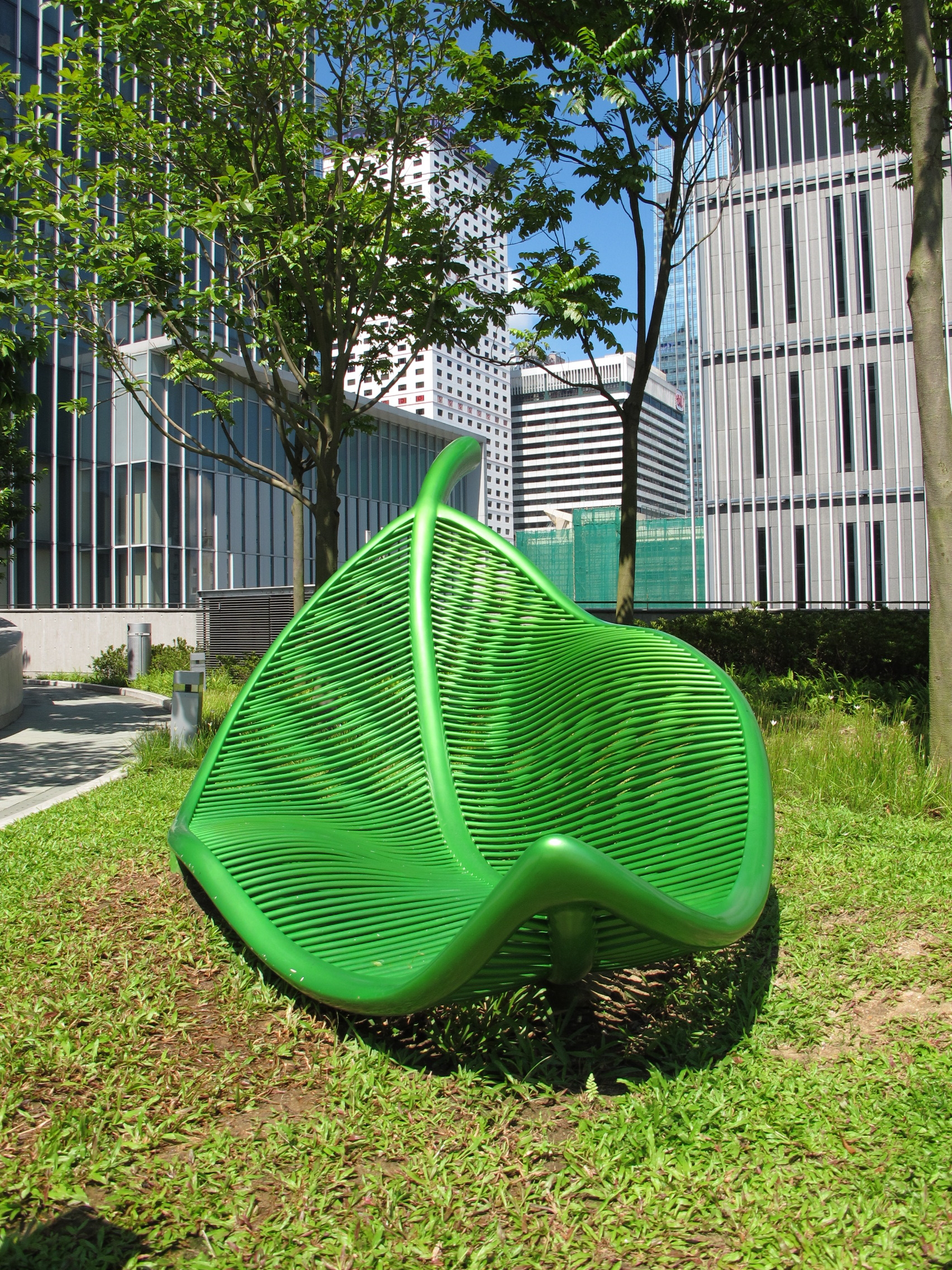
光合成中
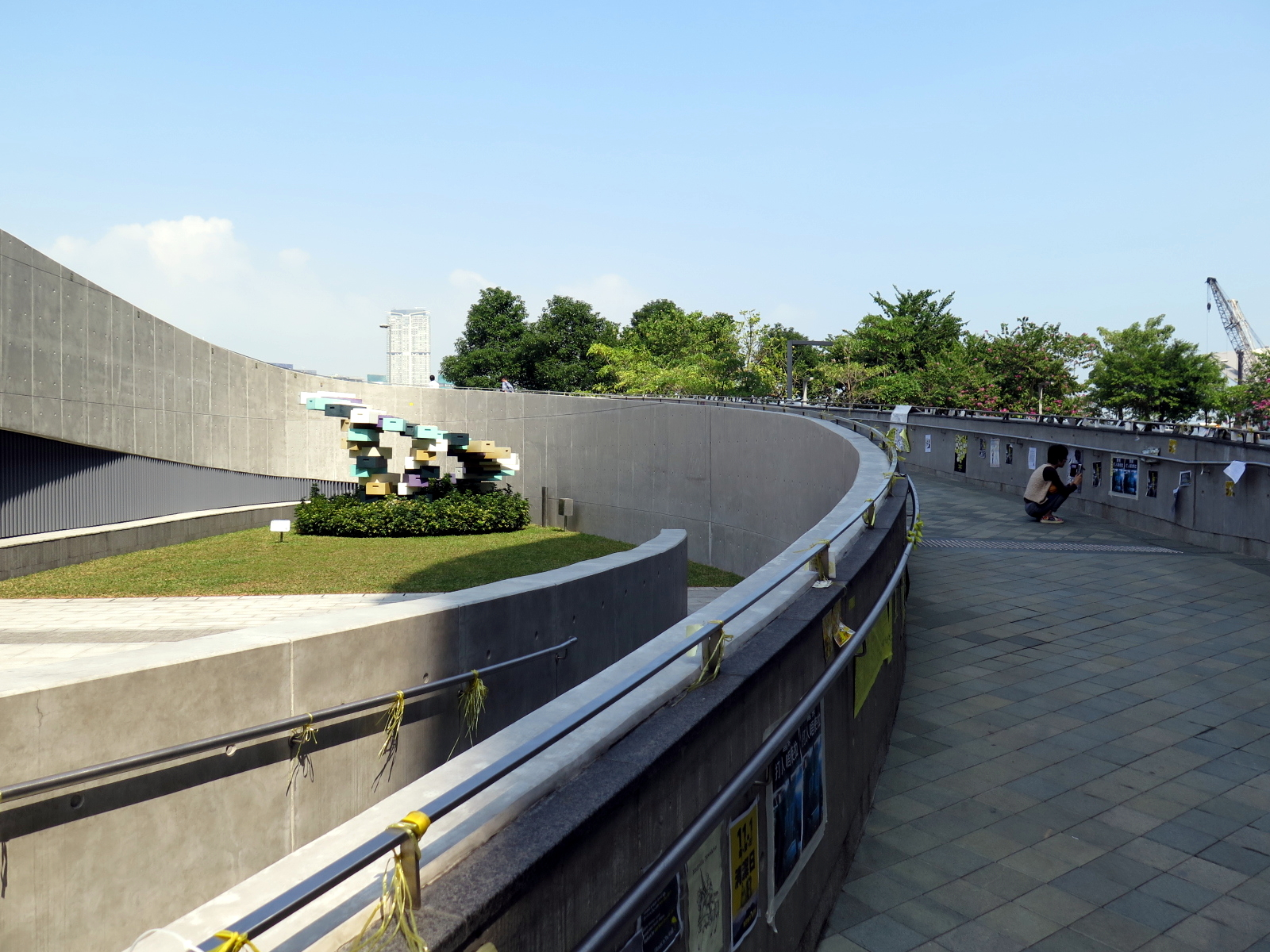
彫刻「フルーツマーケット」。果物箱を模した色とりどりの直方体オブジェクトが螺旋階段状に集積されている。
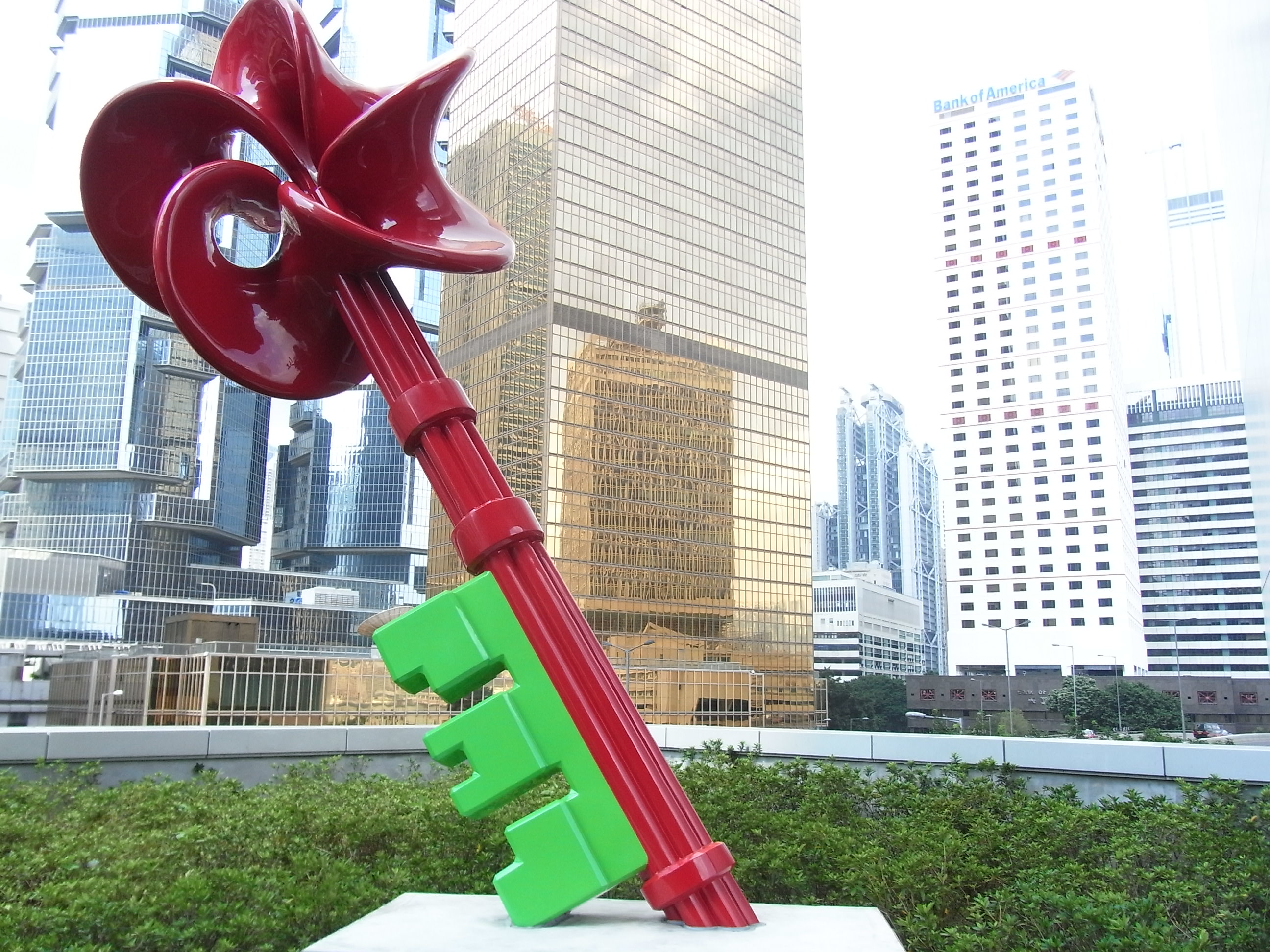
赤い鍵の彫刻
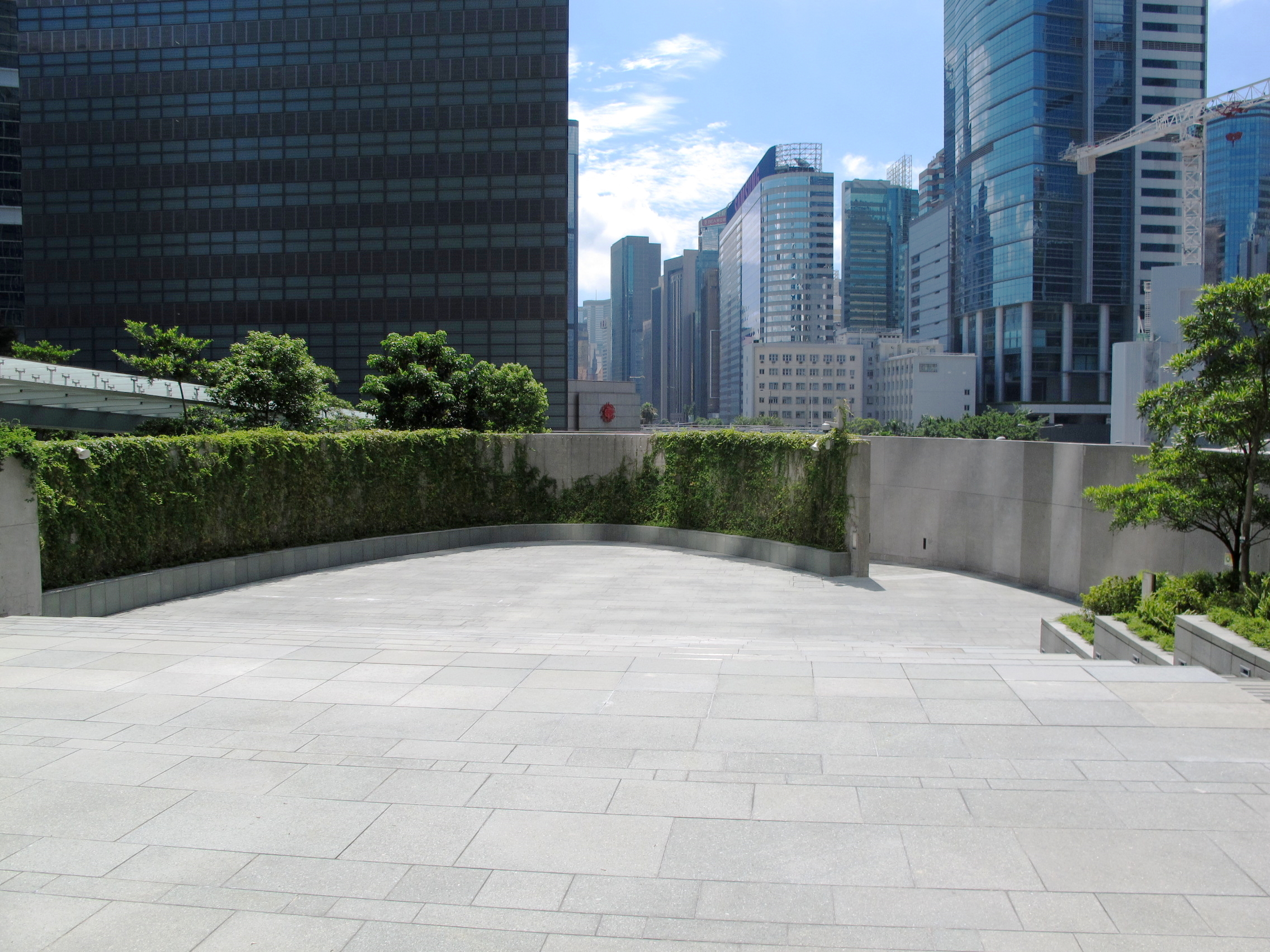
添馬円形劇場
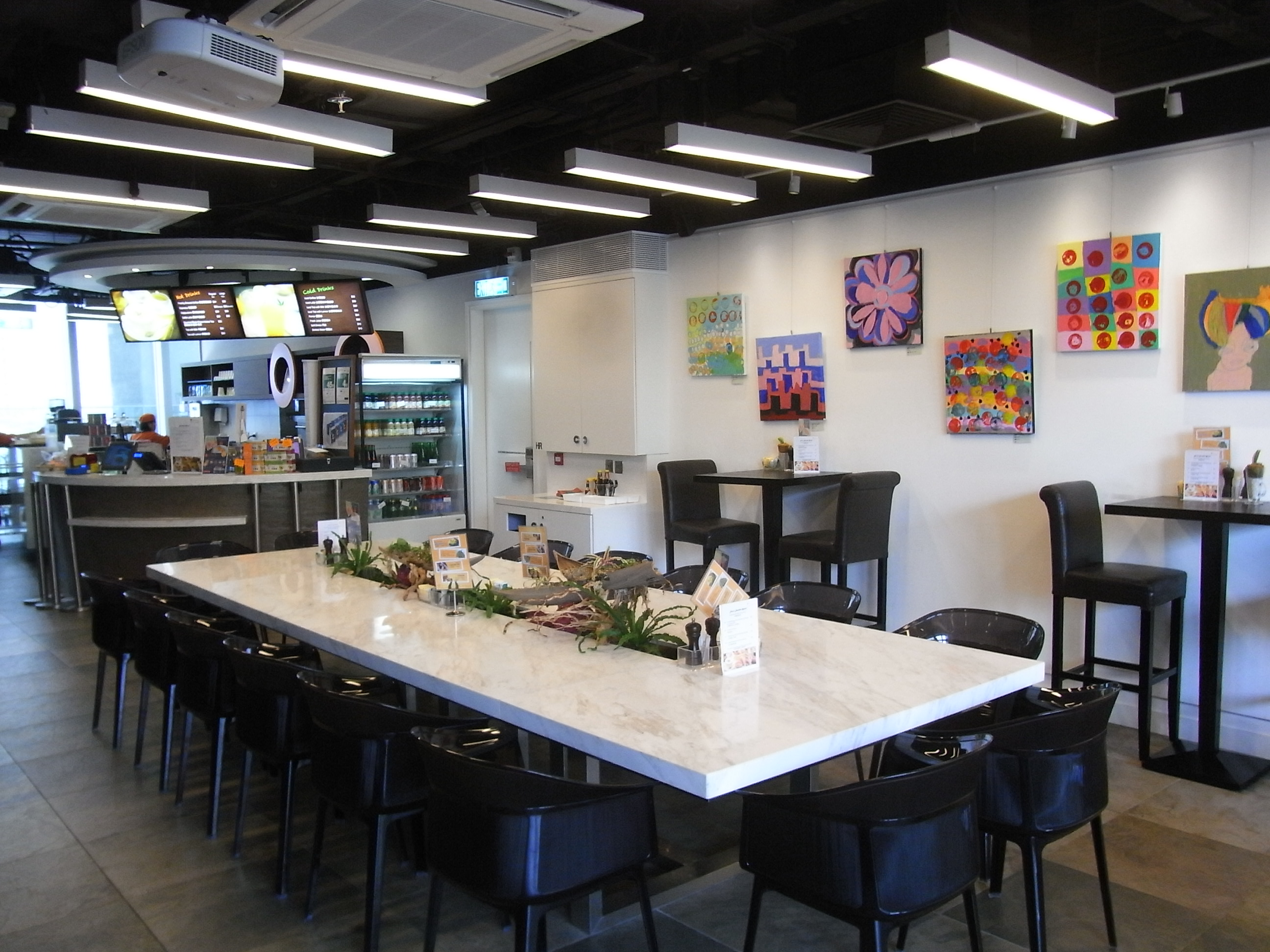
アイベーカリー・ギャラリー・カフェ

## 建物
香港特別行政区政府総部の庁舎の東と西の端はこの公園の南東部と南西部に当たる。香港特別行政区行政長官のオフィスはこの公園の北西部に、立法会綜合大楼は北東部に位置する。この公園からはビクトリア・ハーバーと、その向こうの尖沙咀の空を衝く街並みが一望できる。

## 参照
1. 1 2 3 4  “Government's response to media enquiries on public space at Tamar”.   香港政府新聞処（英語版） (2011年10月18日). 2020年11月20日閲覧。
2. 1 2 3  “草地可踩可坐可躺臥 紅磡海濱長廊 料成賞月熱點”. 美南新聞 (2011年9月13日). 2016年3月4日閲覧。
3. 1 2 3  “Layout Plan”.   康楽及文化事務署. 2020年11月22日閲覧。
4. ↑  “Vibrant Economy” (PDF).   香港政府新聞処 (2004年). 2020年11月21日閲覧。
5. 1 2  “添馬艦4設計曝光 環保掛帥　通風綠化風水元素 知名建築師之爭”. 香港経済日報 (2007年3月29日). 2013年12月時点のオリジナルよりアーカイブ。2007年3月29日閲覧。
6. ↑  “CE's speech at ceremony to commemorate completion of new Government Headquarters at Tamar (with photo/video)”.   香港政府新聞処 (2011年8月18日). 2013年11月23日閲覧。
7. ↑  “添馬4方案多採玻璃設計大賣環保專家批展出資料不足” (中国語). 明報 (2007年3月29日). 2007年5月時点のオリジナルよりアーカイブ。2013年11月閲覧。 エラー: 閲覧日は年・月・日のすべてを記入してください。
8. ↑  “Topping-out Ceremony for Tamar Development Project”.   香港政府新聞処 (2011年1月25日). 2013年11月23日閲覧。
9. ↑  “新政府總部掲幕 特首：門常開民為本”.  文匯報 (2011年8月19日). 2013年11月23日閲覧。
10. 1 2  “Tamar Park provides green open space in bustling city centre (with photos)”.   香港政府新聞処 (2011年10月10日). 2013年11月23日閲覧。
11. ↑  “Café X Gallery添馬公園開餐”.  東方日報 (2011年12月11日). 2020年11月20日閲覧。
12. ↑  “添馬公園植樹6宗罪 專家：樹距太窄樹苗不良”. 明報 (2011年10月19日). 2013年12月時点のオリジナルよりアーカイブ。2013年11月23日閲覧。
13. ↑  BREAD studio